# Петерсен, Арвид
А́рвид Пе́терсен (дат. Arvid Petersen) — датский кёрлингист.
В составе мужской сборной Дании участник двух чемпионатов мира (лучший результат — пятое место в 1974). Двукратный чемпион Дании среди мужчин.
Играл на позициях второго и четвёртого.

## Достижения
- Чемпионат Дании по кёрлингу среди мужчин: золото (1974, 1978).

## Команды
| Сезон   | Четвёртый         | Третий        | Второй           | Первый         | Турниры                       |
| ------- | ----------------- | ------------- | ---------------- | -------------- | ----------------------------- |
| 1973—74 | Флемминг Педерсен | Арне Педерсен | Арвид Петерсен   | Ханс Хенриксен | ЧДМ 1974 · ЧМ 1974 (5 место)  |
| 1977—78 | Арвид Петерсен    | Арне Педерсен | Джон Кристиансен | Эрик Келнаес   | ЧДМ 1978 · ЧМ 1978 (10 место) |

(скипы выделены полужирным шрифтом)